# Teste di cocco
Teste di cocco è un film del 2000 diretto da Ugo Fabrizio Giordani.

## Trama
Tommaso Tiraboschi, chirurgo plastico, e Pietro Tiraboschi, modello, sono due fratelli dalle carriere professionali mediocri, molto diversi tra loro e sempre in disaccordo su tutto. Alla riesumazione del padre, morto nel 1969 in Malaysia, scoprono che in realtà la bara è vuota.
Volendo fare chiarezza sull'episodio, i due partono per la Malesia. All'agenzia funebre che si occupò della spedizione della bara risulta che il mittente fu Filippo Becheroni, l'ex socio del padre. Dopo averlo rintracciato, i due fratelli scoprono che l'uomo, in realtà, non spedì la bara in Italia, che il padre morì nel Borneo nel 1975 e che risulta sepolto a Kuala Lumpur.
Aiutati da Nina, la figlia di Filippo, i due scoprono che anche questa tomba è vuota. I tre iniziano quindi un viaggio che li porterà a scoprire tante altre finte tombe che l'uomo ha lasciato ad altrettante donne, con le quali ha anche avuto vari figli. Anche Nina, che aveva sempre rifiutato la corte serrata dei due uomini, rivela di essere loro sorella, poiché il padre aveva avuto una storia con la moglie del suo socio.
Dopo varie peripezie, i tre scoprono che il padre è realmente morto e che ha lasciato a tutti i figli un'isola privata con un grande villaggio vacanze. Tommaso e Pietro, stanchi della loro vecchia vita in Italia, decidono dunque di rimanere in Malesia. Per chiudere i conti con il passato trovano una soluzione collaudata: inviano alla famiglia due bare. Mentre si godono il meritato relax e vita di lusso, Nina si denuda davanti ai suoi fratelli e tutti e tre con maschera e pinne giocano all'inseguimento sott'acqua.